# DDLJ 勇者は花嫁を奪う
『DDLJ 勇者は花嫁を奪う』（दिलवाले दुल्हनिया ले जाएँगे: Dilwale Dulhania Le Jayenge）は、シャー・ルク・カーン主演のインド（ヒンディー語）映画。タイトルの頭文字を取った略称「DDLJ」で知られる。日本での劇場公開時のタイトルは「シャー・ルク・カーンのDDLJラブゲット大作戦」。

## 概要
1995年10月に公開されるやたちまち大ヒット。1990年代第2位の興行収益を弾き出した。ムンバイの映画館 Maratha Mandir Cinema では2015年2月19日に上映終了するまで、1009週におよぶインド映画史上に残るロングランとなった。
シャー・ルク・カーンとヒロインのカジョールは、本作の成功により稀代の「黄金コンビ」となった。1998年に再共演した『Kuch Kuch Hota Hai 』は国内外で大ヒットし、本作と同様、フィルムフェア賞などインドの主要な映画賞各部門を独占した。
監督のアディティヤ・チョープラーは当時23歳。監督デビューの本作によりインド映画史上に大きな足跡を残すこととなったが、その後は製作者・脚本家としての活躍が目立ち、監督を務めたのは本作を含め『Mohabbatein』（2000年）『Rab Ne Bana Di Jodi』（2008年）の3本のみである。
スティーヴン・ジェイ・シュナイダーの『死ぬまでに観たい映画1001本』に掲載されている。

## ストーリー
ロンドンに暮らすシムラン（カジョール）には結婚の日が迫っていた。相手は父親（アムリーシュ・プリー）の親友の息子。顔も知らない相手だった。厳格でインドの価値観を重んじる父の決めたことには逆らえず、一族の故郷であるインド・パンジャーブに嫁ぐことになったのである。
シムランは父に結婚前の最後のわがままとして1ヵ月間のヨーロッパ旅行に行かせてもらう。そこで出会ったラージ（シャー・ルク・カーン）は、口八丁に手八丁、軽薄を絵に描いたような男。最初はあらゆることでいがみ合う二人だったが、旅を続けるうちにラージが単なるお調子者ではないことに気付き始め、シムランは次第に思いを寄せるようになる。しかしシムランには父の決めた婚約者がいる。二人は互いに踏み込めない思いのままに旅を終えた。
ロンドンに戻ったシムランは、ラージこそが長く心に思い描いていた理想の相手であることに改めて気付き、母親（ファリーダー・ジャラール）に打ち明ける。それを立ち聞きした父は激怒。「私の信頼を裏切ったのか!?」。その場で翌日インドに戻ると決めてしまう。
一家の引き払った無人の家を訪れたラージはしばし呆然。しかし玄関先にはあの旅行の思い出の品が残されていた。そこに託されたシムランの思いを汲み取り、ラージは花嫁を取り戻しにインドに旅立つ。

## キャスト
- ラージ：シャー・ルク・カーン
- シムラン：カジョール
- シムランの父：アムリーシュ・プリー
- シムランの母：ファリーダー・ジャラール
- ラージの父：アヌパム・ケール

## スタッフ
- 監督・脚本：アディティヤ・チョープラー
- 製作：ヤシュ・チョープラー
- 音楽：ジャティン=ラリト

## エピソード
- 頑固で厳格な父親役を演じたアムリーシュ・プリーの自伝『The Act of Life 』には、監督アディティヤ・チョープラーがアムリーシュの自宅を訪れ、直接出演のオファーをした逸話が紹介されている。1993年のことだったそうだが、この時には既に脚本はほとんど書き上げられていて、アディティヤは数時間にわたりそれを手に熱心に口説いたという。それほどこのキャスティングを重要視していたものとうかがわせるエピソードである。

- 劇中で二度登場する「Le Jayenge, Le Jayenge」という歌が本作のタイトルになっているが、これは往年のスター俳優シャシ・カプールの主演作『Chor Machaye Shor 』（1974年）の挿入歌としてヒットしたもので、インド人にはよく知られた曲。脚本を読んで気に入ったアヌパム・ケールの妻で女優のキロン・ケール（『恋する輪廻 オーム・シャンティ・オーム』など）が、『Dilwale Dulhania Le Jayenge』のタイトルを提案したと言われている。

- ラージとヨーロッパ旅行をする学生友達の一人を、その後シャー・ルク・カーンと組みヒットを連発するカラン・ジョーハルが演じている。ちなみに、上述の『Kuch Kuch Hota Hai 』は彼の初監督作品で、処女作にして後世に残る大成功を収めた点でアディティヤと共通する。

- 当初アディティヤは、ラージ役にアメリカの俳優トム・クルーズを配したいと考えていたが、父でプロデューサーのヤシュ・チョープラーに反対され断念したという。

- 長きにわたり愛されている作品だけにオマージュも多く、走る列車からラージが手を伸ばしシムランの手を取り車内に引き上げるシーンは、『Chennai Express 』（2013年）や『Jab We Met 』（2007年）など複数の作品で‘再現’されている。